# Trophée de France 2014
Navigation
Édition précédente Édition suivante
Le Trophée de France est une compétition internationale de patinage artistique qui se déroule en France au cours de l'automne. Il accueille des patineurs amateurs de niveau senior dans quatre catégories: simple messieurs, simple dames, couple artistique et danse sur glace. En 2014 il s'appelait également Trophée Éric Bompard.
Le vingt-huitième Trophée de France est organisé du 21 au 23 novembre 2014 à la Patinoire de Mériadeck à Bordeaux, le palais omnisports de Paris-Bercy étant en travaux. Il est la cinquième compétition du Grand Prix ISU senior de la saison 2014/2015.

## Résultats

### Messieurs
| Rang | Nom                | Pays       | Points | Programme court | Programme court | Programme libre | Programme libre |
| ---- | ------------------ | ---------- | ------ | --------------- | --------------- | --------------- | --------------- |
| 1    | Maksim Kovtun      | Russie     | 243.35 | 6               | 77.11           | 1               | 166.24          |
| 2    | Tatsuki Machida    | Japon      | 237.74 | 2               | 88.70           | 2               | 149.04          |
| 3    | Denis Ten          | Kazakhstan | 236.28 | 1               | 91.78           | 5               | 144.50          |
| 4    | Konstantin Menshov | Russie     | 233.22 | 3               | 87.47           | 4               | 145.75          |
| 5    | Adam Rippon        | États-Unis | 225.42 | 7               | 76.98           | 3               | 148.44          |
| 6    | Adian Pitkeev      | Russie     | 219.38 | 8               | 76.21           | 7               | 143.17          |
| 7    | Richard Dornbush   | États-Unis | 219.27 | 4               | 80.24           | 8               | 139.03          |
| 8    | Yan Han            | Chine      | 216.85 | 10              | 73.18           | 6               | 143.67          |
| 9    | Chafik Besseghier  | France     | 211.24 | 5               | 78.22           | 9               | 133.02          |
| 10   | Douglas Razzano    | États-Unis | 194.24 | 11              | 64.98           | 10              | 129.26          |
| 11   | Florent Amodio     | France     | 193.00 | 9               | 75.07           | 11              | 117.93          |
| 11   | Song Nan           | Chine      |        |                 |                 |                 |                 |

### Dames

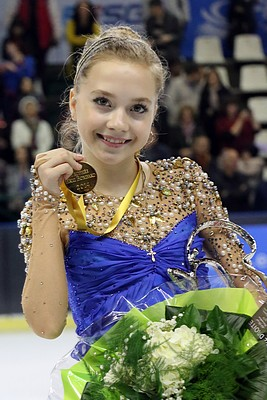
La médaillée d'or Elena Radionova

| Rang | Nom                | Pays       | Points | Programme court | Programme court | Programme libre | Programme libre |
| ---- | ------------------ | ---------- | ------ | --------------- | --------------- | --------------- | --------------- |
| 1    | Elena Radionova    | Russie     | 203.92 | 1               | 67.28           | 1               | 136.64          |
| 2    | Ioulia Lipnitskaïa | Russie     | 185.18 | 2               | 66.79           | 2               | 118.39          |
| 3    | Ashley Wagner      | États-Unis | 177.74 | 3               | 61.35           | 4               | 116.39          |
| 4    | Courtney Hicks     | États-Unis | 172.58 | 6               | 55.70           | 3               | 116.88          |
| 5    | Maé-Bérénice Meité | France     | 169.46 | 5               | 57.61           | 5               | 111.85          |
| 6    | Maria Artemieva    | Russie     | 162.49 | 4               | 58.38           | 7               | 104.11          |
| 7    | Samantha Cesario   | États-Unis | 161.70 | 7               | 55.19           | 6               | 106.51          |
| 8    | Haruka Imai        | Japon      | 154.70 | 8               | 54.72           | 8               | 99.98           |
| 9    | Eliška Březinová   | Tchéquie   | 144.29 | 10              | 48.28           | 9               | 96.01           |
| 10   | Veronik Mallet     | Canada     | 139.64 | 11              | 45.07           | 11              | 94.57           |
| 11   | Laurine Lecavelier | France     | 139.54 | 12              | 44.03           | 10              | 95.51           |
| 12   | Anna Ovcharova     | Suisse     | 133.23 | 9               | 50.15           | 12              | 83.08           |

### Couples
| Rang | Nom                                     | Pays       | Points | Programme court | Programme court | Programme libre | Programme libre |
| ---- | --------------------------------------- | ---------- | ------ | --------------- | --------------- | --------------- | --------------- |
| 1    | Ksenia Stolbova / Fedor Klimov          | Russie     | 209.81 | 1               | 71.20           | 1               | 138.61          |
| 2    | Sui Wenjing / Han Cong                  | Chine      | 200.68 | 2               | 67.27           | 2               | 133.41          |
| 3    | Wang Xuehan / Wang Lei                  | Chine      | 181.97 | 3               | 63.25           | 4               | 118.72          |
| 4    | Alexa Scimeca / Chris Knierim           | États-Unis | 179.32 | 4               | 59.04           | 3               | 120.28          |
| 5    | Vanessa James / Morgan Ciprès           | France     | 167.88 | 5               | 54.20           | 5               | 113.68          |
| 6    | Nicole Della Monica / Matteo Guarise    | Italie     | 161.13 | 6               | 53.34           | 7               | 107.79          |
| 7    | Kirsten Moore-Towers / Michael Marinaro | Canada     | 159.13 | 7               | 51.07           | 6               | 108.06          |
| 8    | Miriam Ziegler / Severin Kiefer         | Autriche   | 138.92 | 8               | 50.01           | 8               | 88.91           |

### Danse sur glace
| Rang | Nom                                     | Pays         | Points | Danse courte | Danse courte | Danse libre | Danse libre |
| ---- | --------------------------------------- | ------------ | ------ | ------------ | ------------ | ----------- | ----------- |
| 1    | Gabriella Papadakis / Guillaume Cizeron | France       | 166.66 | 1            | 64.06        | 1           | 102.60      |
| 2    | Piper Gilles / Paul Poirier             | Canada       | 157.58 | 2            | 61.90        | 2           | 95.68       |
| 3    | Madison Hubbell / Zachary Donohue       | États-Unis   | 152.11 | 3            | 60.19        | 3           | 91.92       |
| 4    | Sara Hurtado / Adrià Díaz               | Espagne      | 146.10 | 4            | 57.64        | 4           | 88.46       |
| 5    | Charlène Guignard / Marco Fabbri        | Italie       | 142.29 | 5            | 56.57        | 5           | 85.72       |
| 6    | Alexandra Paul / Mitchell Islam         | Canada       | 138.99 | 6            | 55.17        | 6           | 83.82       |
| 7    | Rebeka Kim / Kirill Minov               | Corée du Sud | 115.95 | 7            | 45.66        | 7           | 70.29       |

## Source
- Résultats du Trophée Éric Bompard 2014 sur le site de l'ISU
- Patinage Magazine N°141 (Janvier/Février 2015)